# マーキュリー・ボブキャット
ボブキャット（Bobcat ）は、フォードが製造、マーキュリーブランドで販売していた普通乗用車である。

## 概要
本車の元となったのは1971年に登場したサブ・コンパクトカーのフォード・ピント。1974年にカナダでデビュー。翌年アメリカで販売される。ピントとの最大の違いは大型フロントグリル。1979年のマイナーチェンジの際に角形ヘッドライトを採用した。後継はマーキュリー・リンクス。
ピント同様構造上の重大な欠陥を抱えた車である。詳しくはフォード・ピント#欠陥を参照。

## 車名の由来
ボブキャットは、哺乳綱ネコ目ネコ科オオヤマネコ属の中型の猫。